# أندرو هاي
أندرو هاي (بالإنجليزية: Andrew Haigh) (مواليد 7 مارس 1973) مخرج أفلام إنجليزي. اشتهر بأعمال مختلفة مثل عطلة نهاية أسبوع و45 عاما وكلنا غرباء. كما عمل كمخرج مسلسلات على شبكة إتش بي أو في سلسلة إبحث بين عامي (2014 -2015)، بالإضافة لعمله مع قناة بي بي سي تو في سلسلة مياه الشمال سنة (2021).

## حياته
ولد هاي في مدينة هاروغيت سنة 1973 ونشأ في مدينة كرويدن. ودرس التاريخ في جامعة نيوكاسل.
أعلن هاي بأنه مثلي وملحد. وهو متزوج من الروائي آندي موروود، ولديه ابنتان.

## أفلامه
| السنة | اسم الفيلم       | إخراج | سيناريو | مونتاج |
| ----- | ---------------- | ----- | ------- | ------ |
| 2009  | Greek Pete       | نعم   | نعم     | نعم    |
| 2011  | عطلة نهاية أسبوع | نعم   | نعم     | نعم    |
| 2015  | 45 عاما          | نعم   | نعم     | لا     |
| 2017  | Lean on Pete     | نعم   | نعم     | لا     |
| 2023  | كلنا غرباء       | نعم   | نعم     | لا     |